# Eugenio Nadal Gaya
Eugenio Nadal Gaya, auf Katalanisch Eugeni Nadal i Gaya (* 1917 in Barcelona; † 1944 ebenda) war in den 1940er Jahren Chefredaktor der katalanischen Zeitschrift Destino. Er ist der Namensgeber des nach ihm benannten Literaturpreises Premio Nadal.